# Marcus Lewis
Pour les articles homonymes, voir Lewis.
Marcus Lewis, né le 5 août 1986, à Long Beach, en Californie, est un joueur américain de basket-ball. Il évolue au poste d'ailier fort.

## Palmarès
- Médaille de bronze aux Jeux panaméricains en 2011 à Guadalajara, au Mexique